# La Serrezuela (Camero Viejo)
La Serrezuela es un pico situado entre los municipios de Nalda y Soto en Cameros (La Rioja, España). Se encuentra en la sierra de Camero Viejo.
Tiene una altitud de 1327 metros sobre el nivel del mar.
El acceso natural es desde el pueblo de Luezas.